# ایرینا تچاچینا
ایرینا تچاچینا (به انگلیسی: Irina Tchachina) ژیمناست زادهٔ ۲۴ آوریل ۱۹۸۲ میلادی اهل کشور روسیه است.